# پایگاه هوایی کونوتوپ
پایگاه هوایی کونوتوپ (به انگلیسی: Konotop Air Base) یک فرودگاه نظامی است که یک باند فرود بتن دارد و طول باند آن ۲۰۰۰ متر است. این فرودگاه در شهر کونوتوپ کشور اوکراین قرار دارد و در ارتفاع ۱۴۵ متری از سطح دریا واقع شده است.